# Kapitaalmarkt
De kapitaalmarkt is de markt waarop vermogenstitels worden verhandeld met een onbepaalde looptijd, of met looptijden vanaf circa twee jaar. Vermogenstitels met een kortere looptijd worden verhandeld op de geldmarkt.
Typische vermogenstitels die op de kapitaalmarkt worden verhandeld zijn aandelen en obligaties. Het gros van die vermogenstitels zijn effecten, doch de daarvoor kenmerkende eenvoudige verhandelbaarheid is soms duidelijk minder. (Hierbij gaat het vaak om participaties in onroerend goed of in niet-beursgenoteerde ondernemingen: wel vermogenstitels, en in gespecialiseerde beleggingsportefeuilles aanwezig, maar niet onder effecten te rangschikken.)
De kapitaalmarkt wordt verdeeld in de primaire markt, waarop emissies plaatsvinden, en de secundaire markt, waarop reeds bestaande vermogenstitels worden verhandeld. Ook de aandelenmarkt is een onderdeel van de kapitaalmarkt.
Samen met de geldmarkt vormt de kapitaalmarkt de vermogensmarkt.